# 루하초비체

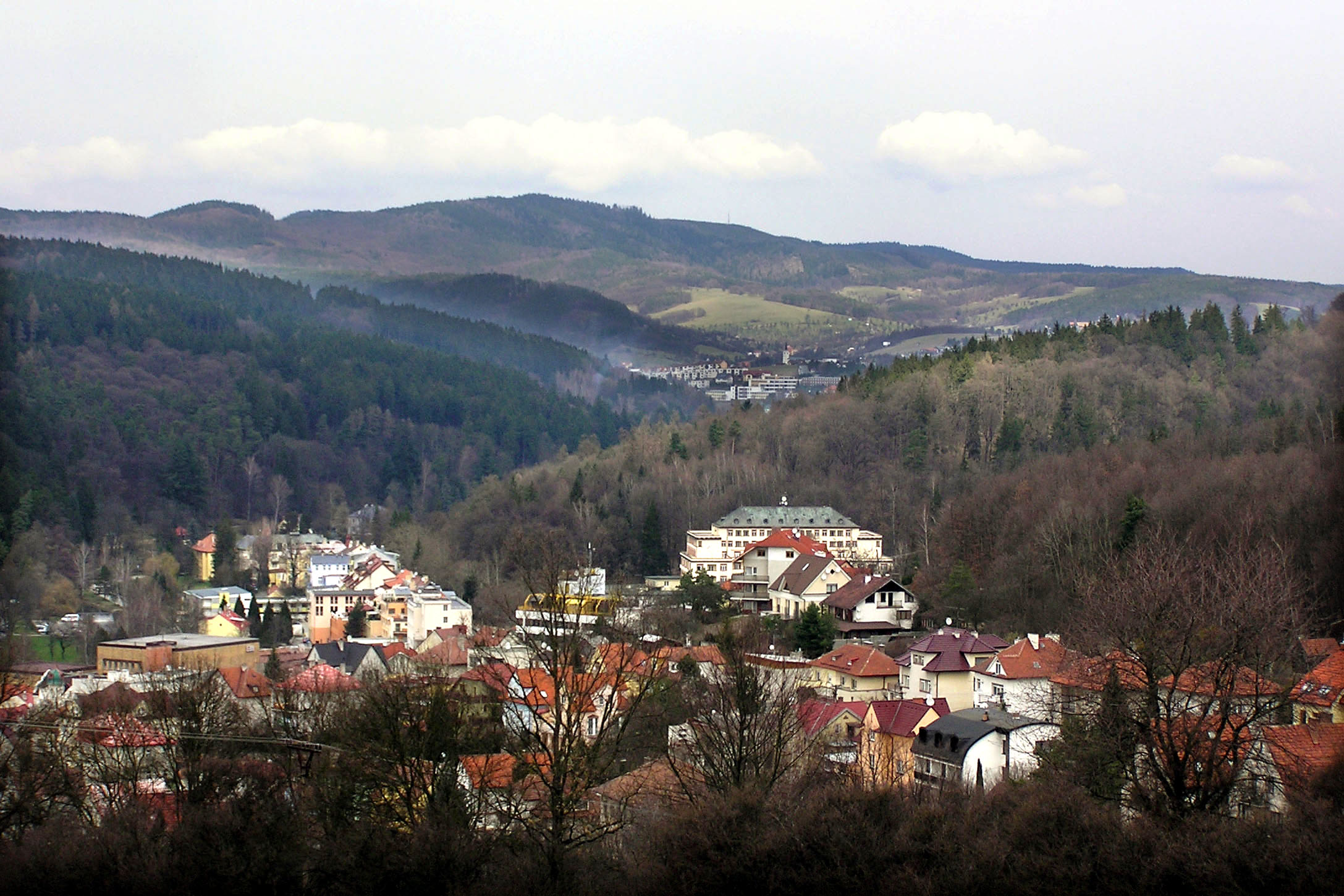
루하초비체

루하초비체(체코어: Luhačovice, 독일어: Luhatschowitz 루하초비츠[*])는 체코 즐린 주에 위치한 도시로 면적은 32.99km2, 높이는 253m, 인구는 5,093명(2017년 기준), 인구 밀도는 154명/km2이다.
도시의 남동부, 동부가 비조비체 고지(Vizovice), 빌레카르파티 산맥(Bílé Karpaty, 백(白)카르파티아 산맥)에 걸쳐 있다. 1412년 문헌에 처음 등장했으며 17세기부터 온천 휴양지로 개발되었다. 루하초비체의 광천수는 광물 함유량이 1리터당 9,854밀리그램에 달하며 현지에서는 '빈첸트카'(Vincentka)라는 이름의 브랜드를 사용하고 있다.

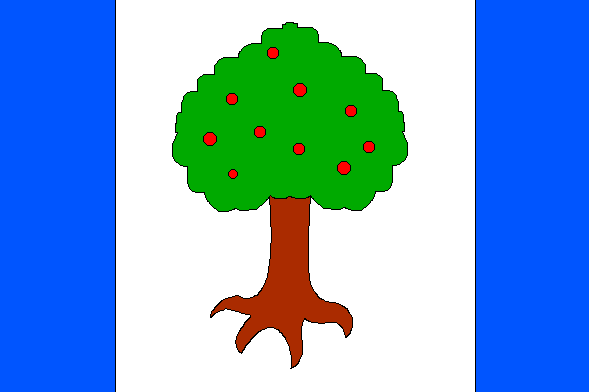
시기
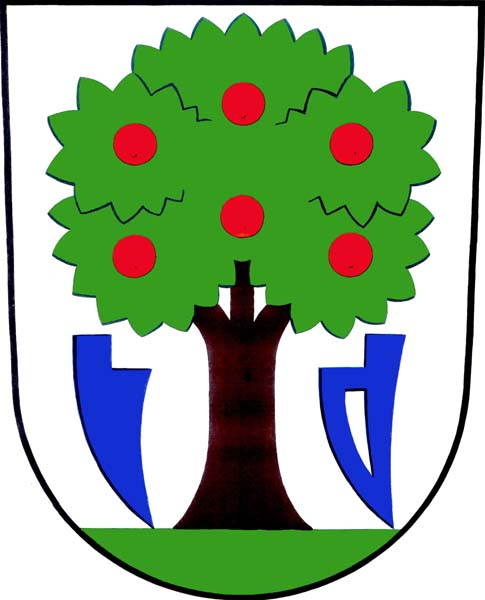
시 문장

## 인구
| 연도           | 인구  | ±%     |
| -------------- | ----- | ------ |
| 1869           | 1,816 | —      |
| 1880           | 1,955 | +7.7%  |
| 1890           | 2,068 | +5.8%  |
| 1900           | 2,267 | +9.6%  |
| 1910           | 2,867 | +26.5% |
| 1921           | 3,005 | +4.8%  |
| 1930           | 3,362 | +11.9% |
| 1950           | 3,737 | +11.2% |
| 1961           | 4,733 | +26.7% |
| 1970           | 5,062 | +7.0%  |
| 1980           | 5,378 | +6.2%  |
| 1991           | 5,828 | +8.4%  |
| 2001           | 5,621 | −3.6%  |
| 2011           | 5,172 | −8.0%  |
| 2021           | 4,842 | −6.4%  |
| 출처: Censuses |       |        |

## 자매 도시
- 폴란드 우스트론
- 슬로바키아 피에슈탸니